# Julio Cabrera
Julio Cabrera es un filósofo argentino que vive actualmente en Brasil, profesor jubilado del Departamento de Filosofía de la Universidad de Brasilia y exjefe de ese departamento. Enseñó anteriormente en Argentina, en la Universidad Nacional de Córdoba y en la Universidad de Belgrano, y en Brasil, en la Universidad Federal de Santa María, Universidade Federal do Rio Grande do Sul y Universidad de Brasilia. Es más conocido por sus trabajos sobre ética negativa y cine y filosofía; otras áreas de la filosofía con las que trabaja con la filosofía del lenguaje y de la lógica y filosofía latino-americana.

## Ética negativa
En su libro Crítica de la Moral Afirmativa: una reflexión sobre nacimiento, muerte y valor de la vida, Julio Cabrera presenta una teoría sobre el valor de la vida humana, que es, para Cabrera, “estructuralmente negativa”, en la medida en que existen componentes de la vida que son constitutivos, inevitables y adversos. Entre los principales, Cabrera menciona la pérdida, la escasez, el dolor, los conflictos, la fragilidad, la enfermedad, el desánimo y la muerte. De acuerdo con Cabrera, éstas forman la estructura básica de la vida humana, que él analiza mediante lo que denomina una fenomenología naturalizada, utilizando libremente pensadores como Martin Heidegger, Arthur Schopenhauer y Friedrich Nietzsche. Cabrera considera su obra ética como una tentativa de poner a Heidegger y Schopenhauer en contacto, introduciendo un juicio determinante del valor del Ser dentro de la analítica existencial del Dasein, y, contra Nietzsche, poniendo a la moral por encima de la vida.  
Cabrera desarrolla una teoría ética, la ética negativa, que surge de este análisis fenomenológico. Argumenta que ha habido un prejuicio injustificado en la ética contra el no-ser, una visión que él denomina “afirmativismo”. Como las perspectivas afirmativas consideran el ser como algo bueno, ven como malas a todas las cosas que amenazan esa hegemonía del ser; cosas como la abstención de procrear y el suicidio. Cabrera critica a las éticas afirmativas por preguntar tan sólo cómo se debe vivir éticamente sin nunca hacer la pregunta radical de si es ético vivir, si se debe o no vivir. Argumenta que, debido a la negatividad estructural del ser, existe una desclasificación ética estructural de los seres humanos, debido a su imposibilidad de vivir sin perjudicar o manipular otros humanos. No perjudicar y no manipular a los otros es lo que Cabrera llama “articulación ética fundamental” (AEF). La AEF es violada por nuestra estructural “inhabilitación” moral, producto de los malestares mundanos, especialmente el dolor y el desánimo, impuestos a los humanos en el nacimiento y que los impide de actuar éticamente. Cabrera sostiene que una “moralidad afirmativa” es una auto-contradicción, porque ella concebiría una vida humana que puede desarrollarse sin perjudicar ni manipular a nadie. Por eso, Cabrera piensa  que las sociedades afirmativas en las que vivimos, a través de maniobras políticas, necesitan de la suspensión de la AEF para poder funcionar.
Como respuesta a la estructura negativa del Ser, Cabrera desarrolla una ética negativa agudamente consciente de la naturaleza moralmente desclasificada del Ser. Cabrera piensa que los niños son usualmente vistos como objetos estéticos, no generados para su propio bien, sino para el bien de sus genitores, lanzados en una existencia estructuralmente negativa a través del acto procreador. La procreación es, Cabrera argumenta, un acto supremo de manipulación, un prejuicio de otro humano y una violación de su autonomía. Sostiene que la aplicación consistente de los conceptos éticos usuales en la mayoría de las sociedades afirmativas – tales como deber, virtud y respeto – debe desembocar en el antinatalismo. Cabrera también sostiene que un ser humano que adopte la ética negativa no solamente se abstiene de procrear, sino que también asume una completa disponibilidad para una muerte ética, mediante la suspensión de sus proyectos personales en beneficio de una lucha política, o bien por un suicidio altruista cuando éste se presenta como el curso menos inmoral de acción.
La Crítica contiene una de las defensas más sistemáticas de la ética negativa. En otras obras también se exploran las mismas ideas, ya desde el Projeto de Ética Negativa, Ética Negativa: problemas e discussoes, Porque te amo, nao nascerás! Nascituri te salutant y Mal-estar e moralidade: situaçao humana, ética e procriaçao responsável.

## Cine y filosofía
En su primer libro sobre el pensamiento cine-filosófico, Cine: 100 años de filosofía : una introducción a la filosofía a través del análisis de películas Julio Cabrera propone la noción de “logopatia” (del griego “logos” – razón, y “páthos”, sentimientos), es decir, conceptos cognitivo-afectivos, considerándolos como capacitados para cuestionar la visión filosófica tradicional sobre los conceptos, que él llama “apática”, vinculada con conceptos puramente intelectuales. Cabrera sostiene que la filosofía “logopática” pertenece al orden del sentido más que al orden de la verdad; ella agrega elementos afectivos de juicio a la visión intelectualista tradicional de los conceptos en filosofía.
Cabrera considera el cine como uno de los medios más proficuos para la generación de conceptos de tipo logopático, denominados por él, específicamente, “conceptos-imagen”, en contraposición a los conceptos de tipo apático, los “conceptos-idea”. Él piensa que el cine, con sus poderosos medios de expresión, proporcionaría una “super-potenciación” de las posibilidades conceptuales y, por lo tanto, de la instauración de una experiencia indispensable con el film, dentro del desarrollo de los conceptos-imagen y el consecuente aumento de su impacto afectivo.
Por otro lado, Cabrera piensa que, a lo largo de la historia de la filosofía europea, la filosofía escrita tradicional – como opuesta o diferente a la filosofía visual - en varios de sus momentos, ha sido también logopática, ha pensado con la mediación del afecto pero sin asumirlo abiertamente, mientras que el cine ha sido visto siempre como un fenómeno sólo afectivo, de impacto, sin potencia cognitiva relevante. Las nociones de logopatia y de concepto-imagen tratan de eliminar esta dicotomía, señalando la afectividad del intelecto y la naturaleza cognitiva del afecto.
Cabrera ha dado continuidad a la exposición de su cine-filosofía en libros como De Hitchcock a Greenaway pela história da filosofia: novas reflexões sobre cinema e filosofia (una especie de segundo volumen de Cine: 100 años de Filosofía), y Diálogo-Cine, un libro en el cual, a través de un debate por medio de cartas con Marcia Tiburi, reflexiona sobre el tema siguiendo la perspectiva de que, ya mucho antes de que el cine pensara, la filosofía ya filmaba, presentando ideas a través de imágenes. También en artículos como Para una des-comprensión filosófica Del cine: el caso Inland Empire de David Lynch, Tres ensaios sobre a repetiçao: Kierkegaard, Jarmusch, Hitchcock, Van Sant e tres damas que desembarcam antes de chegar (Uma reflexão transversal sobre escrita e imagem), Existencia naufragada. Los 4 viajes del Titanic, Repetición y cine vacío y Cine, filosofía y filosofía analítica.

## Filosofía del lenguaje y de la lógica
Para Cabrera, filosofías del lenguaje no son tales si se considera al lenguaje tan sólo como mero vehículo de algo, en lugar de verlo como constituyendo e implementando conceptos y estructuras de comprensión del mundo. A partir de esta visión ampliada del término “lenguaje”, identifica cuatro especies de filosofías del lenguaje: analítica, hermenéutica, fenomenológica y meta-crítica. Observando por el prisma de la negatividad, Cabrera muestra cómo los cuatro tipos de filosofías del lenguaje fallan en un punto común: su incapacidad para luchar contra las fallas de significación. Para los analíticos, este punto se presenta en el “sin-sentido” de las expresiones, tratado como un límite más allá del cual no se debería ir. Sin embargo, según Cabrera, este objetivismo analítico excluye dimensiones fundamentales del problema de la significación, tales como el tiempo y la experiencia vivida. La fenomenología del lenguaje amplía el horizonte semántico analítico con la dimensión de la intencionalidad (de la cual la intencionalidad analítica sería un correlato inauténtico al ser todavía fundamentalmente objetivo) pero sin que el problema del sin-sentido sea domesticado. Falta a la fenomenología, sin embargo, la temporalidad y la historicidad que la hermenéutica agrega al abordaje del problema de la significación, cuya falla específica es lo que se llama el “malentendido”. El hermenéutico, sin embargo, se desmorona delante de las básicas “distorsiones de la significación”, algo mucho más fuerte que “sin-sentidos” y “malentendidos”, tema de las meta-críticas del lenguaje, oriundas del Psicoanálisis de Sigmund Freud y de la Crítica de ideologías de Karl Marx.
Cabrera critica fuertemente el abordaje analítico del lenguaje por su mera negación de todo lo que no es objetivo o abordable objetivamente. Pero también a las otras filosofías del lenguaje por sus propias fallas, a la fenomenología, a la hermenéutica, y aun a las meta-críticas, que pueden abrigar terapias tan pretensamente salvadoras como ilusorias: la cura psicoanalítica o la utopía comunista. La propia filosofía del lenguaje de Cabrera es, como en otros campos, una filosofía de confronto entre filosofías, que sólo puede ocurrir bajo el signo de la finitud y la negatividad. Cabrera defiende que ninguna de las filosofías del lenguaje que fueron presentadas en el último siglo y medio puede, ella sola, dar cuenta de la complejidad de lo humano y del lenguaje. Es en este sentido que, para Cabrera, toda comprensión es, en última instancia, una ilusión auto-sustentada.  
La lógica, de acuerdo con Cabrera, fue frecuentemente vinculada a tres principios fundamentales: (1) El objeto de que tratan las proposiciones de la lógica sería un objeto completamente indeterminado y general; (2) La lógica se aplica al análisis del lenguaje ordinario, aunque sea con esfuerzo; (3) La lógica es formal y no lexical, basada en vínculos estructurales y no en conexiones semánticas del lenguaje. Cabrera construye la parte negativa de su filosofía de la lógica criticando cada una de esas tres premisas básicas de la tradición lógica.
Su intuición en este campo de investigación es la misma que se observa en otros temas, a saber: el cruzamiento de tradiciones enriquece el pensamiento y es esencial para dar cuenta de la condición humana. Así, el formalismo lógico es importante para pensar la existencia, así como los temas existenciales son esenciales para entender el pensamiento y la lógica. A esta concepción plural de la filosofía se deben algunos cruzamientos poco ortodoxos que se encuentran en los escritos de Cabrera, conectando Saul Kripke con Martin Heidegger, Immanuel Kant con John Austin, Ludwig Wittgenstein con Jean-Paul Sartre.
Su tarea filosófica tiene, por lo tanto, la expectativa de poder vincular lo formal con los contenidos existenciales. Su crítica contra la pretendida generalidad vacía de la lógica va en esa dirección, así como su propuesta de una lógica de las conexiones predicativas, en una tentativa de proporcionar al análisis lexical una dimensión formal, pero cargada de contenido. Este trabajo sobre redes predicativas fue desarrollado en coautoría con el físico Olavo Leopoldino Da Silva Filho, de la Universidad de Brasilia.
El trabajo de Cabrera en filosofía de la lógica también incluye una revisión de la historia de la lógica. Un esbozo de lo que sería, según él, una historia más completa de la lógica, sería el siguiente: (1) La concepción platónica de la lógica; (2) Aristóteles: la Silogística y más allá; (3) La lógica de las conexiones de significación en la Edad Media europea; (4) Críticas modernas a la lógica formal: Francis Bacon, René Descartes, John Locke. El método científico y la lógica. Análisis y Heurística. La lógica de Port-Royal; (5) El caso Gottfried Wilhelm Leibniz: lo que la historia oficial adoptó y lo que dejó de lado; (6) Lógica formal, lógica trascendental: Immanuel Kant; (7) La lógica en movimiento de Georg Wilhelm Friedrich Hegel: la crítica hegeliana de la negación; (8) La lógica de la inducción de John Stuart Mill; (9) Tres concepciones de la lógica en el paso del siglo XIX al XX: Gottlob Frege, John Dewey y Edmund Husserl: lógica analítica, pragmatismo y fenomenología; (10) El caso Charles Sanders Peirce: lo que la historia oficial adoptó y lo que dejó de lado.
Cabrera desarrolla también, en esta área, un abordaje negativo de la argumentación informal, que corre paralela a su ética negativa. Según él, un abordaje afirmativo de la argumentación sería aquel en el cual las discusiones filosóficas son consideradas como teniendo una solución, o por lo menos un tratamiento adecuado, entre muchos otros que serían inadecuados o errados. Según Cabrera, el abordaje afirmativo sostiene que la pluralidad de filosofías es un error que debe ser “resuelto” de alguna forma. Por el contrario, el abordaje negativo observa a la pluralidad de filosofías no como un error, sino como parte natural del desarrollo de los pensamientos. El abordaje negativo de la argumentación es una tentativa de tratar nuestra propia perspectiva no como verdad única, sino como una perspectiva entre muchas otras dentro de una extensa y compleja red holística de abordajes y perspectivas, que hablan y se critican mutuamente sin descartarse, aun cuando cada una de las posiciones sea fuertemente sostenida en base de sus propios presupuestos, apoyada en bases defendibles.

## Filosofía latino-americana
Cabrera argumenta que existen injusticias epistémicas asociadas a la práctica de la filosofía en contextos colonizados como los de América Latina. En una conferencia en la Universidad de Vale do Rio dos Sinos, Cabrera comenzó a enunciar el problema de la colonización en filosofía de una manera sucinta y directa:

El problema es que ellos vienen aquí y hablan de los problemas filosóficos de ellos en la lengua de ellos, y nosotros vamos allá y hablamos de los problemas filosóficos de ellos en la lengua de ellos.

Una idea central que Cabrera comenzó a defender es que el estatuto corriente de la filosofía en muchos países latino-americanos es producto del modo como la filosofía se enseña, y de cómo se investiga y escribe filosofía en las instituciones locales, subalternas a la escena internacional. La filosofía profesional en estos países se desarrolla en torno del comentario de filósofos europeos (y, en menor cantidad, norteamericanos), y este acento se desarrolló como un corolario de la idea de que la filosofía no se hace a no ser en referencia a filósofos europeos; ningún latinoamericano es estimulado a desafiar esta hegemonía. Al lado de esta inhibición de la filosofía latino-americana aparece la idea de que lo europeo es lo universal mientras que lo latino-americano es meramente local o nacional. Cabrera diagnostica una colección de tesis, que reúne bajo la denominación de “Acervo T”, acerca de la hegemonía de la filosofía eurocentrica; este acervo de tesis es entendido por Cabrera como tácitamente adoptado por la mayoría de los filósofos de América Latina. En oposición a este orden colonial, Cabrera propone y recomienda diversas prácticas concernientes a la enseñanza y práctica de la filosofía, entre ellas: (1) Una mayor atención a las fuentes latino-americanas de modo que la historia de la filosofía en el continente no continúe siendo ignorada por los filósofos locales, de tal forma que el trabajo de esos filósofos sea discutido tanto como el de las fuentes europeas; (2) Un estímulo a la filosofía que no sea meramente de o sobre América Latina, sino desde ella, como un punto de partida que se torne explícito; (3) La práctica de una apropiación en la cual los filósofos de otros contextos sean insertados dentro de discusiones filosóficas de interés para América Latina. Estas prácticas ya se encuentran presentes en trabajos filosóficos importantes en América Latina, como, por ejemplo, en la obra de Enrique Dussel, con quien Cabrera mantuvo debates publicados.
Cabrera ha defendido en varias áreas de investigación el cruce de fronteras entre tradiciones, mostrando en muchas ocasiones el potencial de fertilización que proviene de la yuxtaposición, fricción y debate entre filosofías oriundas de tradiciones analíticas y continentales. Con el pasar del tiempo, extendió este abordaje meta-filosófico plural hasta transformarlo en un elemento de lucha, tratando de presentar alternativas al comentario filosófico mediante nuevas formas de pensar que pueden florecer aun en un ambiente hostil.
Es importante, para Cabrera, entender cuál es el lugar desde el cual la filosofía es pensada en América Latina: ella se hace desde países invadidos, saqueados, dominados, que fueron puestos en situación de servidumbre intelectual. Esto ya hace que la filosofía producida allí sea diferente de la filosofía europea; y es importante acentuar que ninguna filosofía nace universal. Cabrera resalta que la filosofía en Brasil, especialmente, es realizada en departamentos académicos particularmente ciegos a las fuentes de pensamiento latino-americano, tanto de los clásicos (Bartolomé de Las Casas, Antonio Vieira, Flora Tristan, Juan Bautista Alberdi, José Martí, José Enrique Rodó) como de los contemporáneos (José Carlos Mariátegui, Edmundo O'Gorman, Leopoldo Zea, Miguel León Portilla, Roberto Fernández Retamar, Santiago Castro-Gómez), que son conocidos tan sólo por comunidades de especialistas aislados. Cabrera ha propuesto un curso de historia del pensamiento que comienza con el pensar amerindio pre-colombiano y que no pasa por la habitual línea europea (ni griega), hasta llegar al siglo XIX, y que continúa con la lectura de filósofos europeos de los siglos XIX y XX que desafiaron las tradiciones intelectualistas y cristianas – como Arthur Schopenhauer, Søren Kierkegaard y Friedrich Nietzsche (y sus precursores Michel de Montaigne, Denis Diderot, Jean-Jacques Rousseau) - pensadores virtualmente influenciados, según Cabrera, por las maneras de vivir y pensar amerindias.

## Publicaciones

### Libros
- Problemas de Estética e Linguagem. Uma abordagem analítica, Santa Maria: UFSM, 1985
- Textos de Filosofia Subjetiva, Porto Alegre: Movimento, 1985 (coautor com R. Reis)
- A Lógica Condenada, São Paulo: Universidade São Paulo, 1987
- Nuevos viajes de Gulliver (Cuentos), Córdoba: Alción, 1989
- Projeto de ética negativa, São Paulo: Mandacaru, 1989 (segunda edición: A Ética e Suas Negações, Não nascer, suicídio e pequenos assassinatos, Rio De Janeiro: Rocco, 2011)
- El lógico y la bestia. Diversión para filósofos, Córdoba: Alción, 1995
- Critica de La Moral Afirmativa: Una Reflexión Sobre Nacimiento, Muerte y Valor de La Vida, Barcelona: Gedisa, 1996 (segunda edición en 2014); A critique of affirmative morality (A reflection on death, birth and the value of life), Julio Cabrera Editions, Brasília 2014 (edición inglés)
- Cine, 100 anos de filosofia: Una Introducción a la Filosofia A Traves del Análisis de Películas, Barcelona: Gedisa, 1999 (segunda edição en 2015); Da Aristotele a Spielberg. Capire la filosofia attraverso i film, Milano: Mondadori, 2000 (edição italiana); O Cinema Pensa: Uma Introdução À Filosofia Através dos Filmes, Rio de Janeiro: Rocco, 2006 (edición portuguesa)
- Margens das filosofias da linguagem: conflitos e aproximações entre analíticas, hermenêuticas, fenomenologias e metacríticas da linguagem, Brasília: UnB, 2003 (reimpreso en 2009)
- De Hitchcock a Greenaway pela história da filosofia: novas reflexoes sobre cinema e filosofia, São Paulo: Nankin, 2007
- Inferências Lexicais e Interpretação de Redes de Predicados, Brasília: UnB, 2007 (coautor con O.L. Da Silva Filho)
- Ética Negativa: problemas e discussões, Goiânia: UFG, 2008 (organizador)
- Porque te amo, não nascerás! Nascituri te salutant, Brasilia: LGE, 2009 (coautor con T. Lenharo di Santis)
- Análisis y existencia: pensamiento en travesía, Córdoba: Ediciones del Copista, 2010
- Diário de Um Filósofo no Brasil, Unijuí: Unijuí, 2010 (segunda edición en 2013)
- Diálogo/cinema, São Paulo: Senac, 2013 (coautor con M. Tiburi)
- Mal-estar e moralidade: situação humana, ética e procriação responsável, Brasília: UnB, 2018

### Artículos escodigos

#### Ética
- Children’s philosophy and children’s sexuality: some remarks on Lipman and Freud, Thinking, The journal of philosophy for children. volume 13, número 3, Montclair State University, 1997
- A controvérsia de Hegel e Schopenhauer em torno das relações entre a vida e a verdade, Veritas, volume 42, número 1, Porto Alegre, 1997
- Para uma defesa nietzschiana da ética de Kant (a procura do super-homem moral) Uma reflexão semântica, Cadernos Nietzsche, número 6, São Paulo, 1999
- Dussel y el suicídio, Dianoia, volume XLIX, número 52, maio 2004
- Sentido da vida e valor da vida (Uma diferença crucial), Philósophos, volume 9, número 1, Goiânia, 2004
- La cuestión ético-metafísica: valor y disvalor de la vida humana em el registro de la diferencia ontológica, em: V. Garrafa, Estatuto epistemológico de la bioética, Unam, Redbioética, Unesco, 2005
- O imenso sentido do que não tem nenhum valor, Philósophos, volume 11, número 2, Goiânia, 2006
- O que é realmente ética negativa?, Poliedro. Faces da Filosofia. Publit, soluções editoriais, Rio de Janeiro, 2006
- Ética e condição humana: notas para uma fundamentação natural da moral, en: A. Naves, Ética: questões de fundamentação, Brasília: UnB, 2007
- Suicídio. Aspectos filosóficos, Suicídio. Abordajes empíricos, Muerte, mortalidad y suicidio, entradas de dicionário: Diccionario Latino-americano de Bioética, Unesco, Universidad Nacional de Colombia, Redbioética, 2008
- Quality of human life and non-existence (Some criticisms of David Benatar's formal and material positions), Redbioética, Unesco, 2, January-June 2011
- A ética negativa diante do culturalismo, Estudos Filosóficos, número 7, São João del Rei, julho-dezembro 2011
- Impossibilidades da moral: filosofia da existência, naturalismo e ética negativa, Filosofia Unisinos, 13, São Leopoldo, outubro 2012
- A possível incompatibilidade entre culturalismo e filosofias da existência, Estudos Filosóficos, Papemig, número 11, julho-dezembro 2013
- Heidegger para a Bioética, Latino-americana de Bioética, volume 14, número 2, Bogotá, 2014 (coautor con M. Salamano)
- Sobre o raciocínio prático-moral, en: J. C. Brum, Manual de Ética. Editora Vozes, Educs, 2014
- «Hacia una Crítica de La Razón Suicida». Nota do Tradutor (Desterro: Revista de Tradução Literária e Biblioteca Digital) (23): 29-43. 2021. ISSN 2177-5141.

#### Cine y Filosofía
- Recordando sem ira, en: S. Back, A guerra dos pelados, São Paulo: Annablume, 2008
- Para una des-comprensión filosófica Del cine: el caso Inland Empire de David Lynch, Enl@ce, ano 6, número 2, Maracaibo: Universidad del Zulia, 2009.
- Eutanásia poética, en: R. Cunha, O cinema e seus outros, Brasília: LGE, 2009
- Três ensaios sobre a repetição: Kierkegaard, Jarmush, Hitchcock, Van Sant e três damas que desembarcam antes de chegar (Uma reflexão transversal sobre escrita e imagem), en: R. Timm De Souza et alia, Literatura e Cinema. Encontros contemporâneos, Porto Alegre: Dublinense, 2013
- Existencia naufragada. Los 4 viajes del Titanic, Per la Filosofia,, Pisa-Roma: Fabrizio Serra, 2015
- Repetición y cine vacío, La Cueva de Chauvet, La Plata: Malisia, 2016
- Cine, filosofía y filosofía analítica, en: F. Santamaria Velasco et alia, Cine y Pensamiento. Estéticas contemporáneas, Medellín-Bogotá: Universidades Bolivariana, Uniclaretiana y Santo Tomás, 2017

#### Filosofía del lenguaje y de la lógica
- Categoremas y validez lógica, Latinoamericana de Filosofía, vol.VIII, no.1, Buenos Aires, março 1982
- Cortando árboles y relaciones. Una Reflexión escéptica en torno de un tema de Searle, Crítica, número 46, volume XVII, 1984
- Lenguaje valorativo como lenguaje metafísico, Portuguesa de Filosofia, volume XLIII, part 1–2, Braga, 1987
- Contra la condenación universal de los argumentos ad hominem, Manuscrito, volume XV, número 1, Campinas, abril de 1992
- Como fazer coisas-em-si com palavras (Uma leitura austineana de Kant), Philósophos, volume 1, número 1, Goiania, 1996
- O mundo como sentido e referencia: semântica e metafísica em Wittgenstein e Schopenhauer, em: A. Naves, O. Araujo Vale, Filosofia, Lingüística, Informática. Aspectos da Linguagem, Goiás: UFG, 1998
- Acerca da expressão Das Nichts nichtet. Uma leitura analítica, Philósophos, volume 3, número 2, Goiania, 1998
- Words, Worlds, Words, Pragmatics and Cognition, volume 9, number 2, Amsterdam: John Benjamins Publishing, 2001
- Nada e negação (Entre Wittgenstein e Sartre), Tempo da Ciência, volume 10, números 19-20, Toledo: Unioeste, 2003
- Es realmente la lógica tópicamente neutra y completamente general?, Ergo, Xalapa-Veracruz, número 12, marzo de 2003
- Redes predicativas e inferências lexicais. Uma alternativa a lógica formal na análise de linguagens naturais, São Leopoldo: Filosofia-Unisinos, maio-agosto de 2006
- Três graus de divergência lógica: Hegenberg, Da Costa, Sampaio, Ergo, número 20, Xalapa: Universidad Veracruzana, 2007
- Lógica y Dialéctica. Lecturas oblicuas, em: A. Naves, Cirne. Sistema e Objeções, São Leopoldo: Unisinos, 2009
- Introdução a uma abordagem negativa da argumentação, Signo, Santa Cruz do Sul, volume 42, número 73, jan/abril 2017

#### Filosofía latino-americana
- Por qué no agrado a los rebeldes (Acerca de la crítica de Gonzalo Armijos a mi texto sobre Kant y Austin), Philósophos, volume 6, números 1-2, 2001
- Excesso, ausência e decepção das significações: uma reflexão ético-semântica a partir de um fato traumático da história argentina, São Leopoldo: Unisinos, 19, enero-abril de 2011
- Exclusão intelectual: a invisibilidade da ética brasileira no contexto mundial, en: D. Porto et alia, Bioéticas, poderes e injustiças: 10 anos depois, Brasília: Cátedra Unesco de Bioética, 2012
- Europeu não significa universal, brasileiro não significa nacional, Nabuco: Brasileira de Humanidades, 2014
- Tres críticas a la Erótica de la liberación de Enrique Dussel, en: P. Carbonari et alia, Filosofia e Libertação. Homenagem aos 80 anos de Enrique Dussel, Passo Fundo: Ifibe, 2015
- Comment peut-on etre un philosophe français au Brésil?, Cahiers critiques de philosophie, número 16, Harmann, Paris VIII, 2016
- Filosofar acadêmico e pensamento insurgente (Dis-pensando a filosofia a partir de Oswald de Andrade e Raul Seixas), Ideação, Bahia: Universidade Federal de Feira de Santana, número 35, janeiro-junho 2017
- Después del holocausto fundador. La singularidad y carácter incomprensible del holocausto como mecanismo ocultador del exterminio indígena, en: D. Pachon Soto et alia, Ética y Política en la filosofía de la liberación, Bogotá: Desde Abajo, 2017
- Esboço de una introducción al pensamiento desde 'América Latina',  en: A.V. Flores, W. Frank, Problemas do pensamento filosófico na América Latina, Goiânia: Phillos, 2018